# Ulla Lohmann

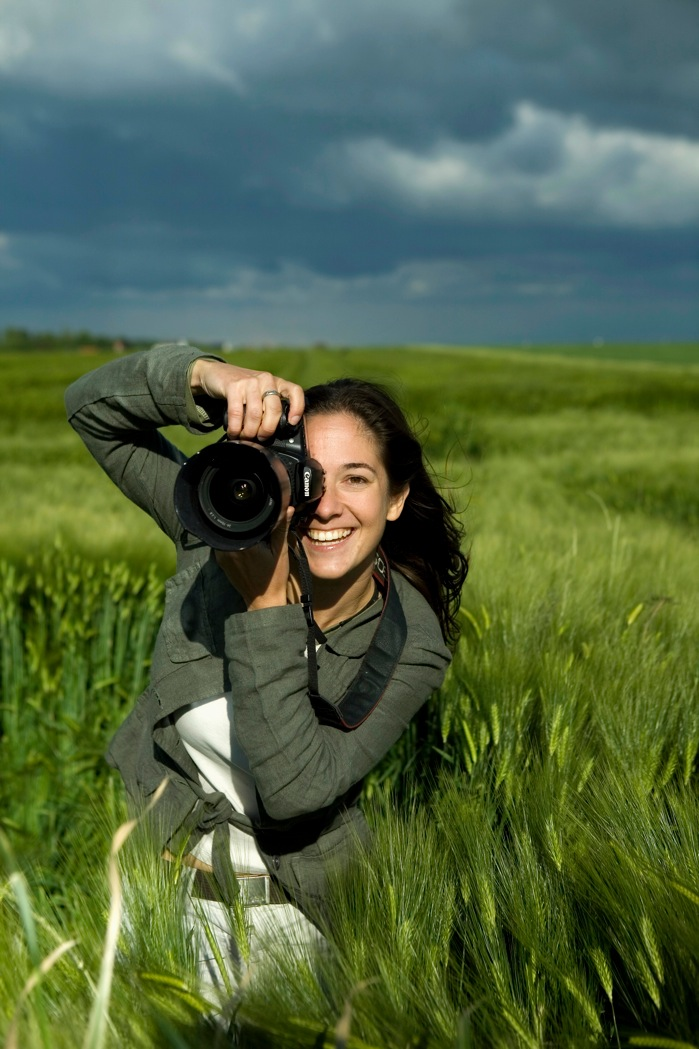
Ulla Lohmann, 2006

Ulla Lohmann (* 6. Juni 1977 in Kaiserslautern) ist eine deutsche Fotojournalistin und Dokumentarfilmerin.

## Leben und Wirken
Lohmann rekonstruierte im Alter von 18 Jahren bei Jugend forscht das Skelett des Lurchs Sclerocephalus haeuseri. Durch das gewonnene Preisgeld beim Bundessieg im Jahr 1996 finanzierte sie sich eine Weltreise und fand so zum Journalismus. Sie studierte Geographie und Journalistik und hat einen Abschluss in Umweltmanagement und Fotojournalismus; ihr Spezialgebiet sind Vulkane und indigene Völker. Sie arbeitete u. a. mit GEO, National Geographic, Stern View, ARD, ZDF, BBC und Red Bull Media House zusammen. Sie spricht Deutsch, Französisch, Englisch, Papua-Neuguinea-Pidgin, Solomon Island Pidgin, Vanuatu Bislama.
Lohmann ist in Enkenbach-Alsenborn (Pfalz) aufgewachsen, wohnte in Australien, im Südpazifik, in Südtirol und lebt heute gemeinsam mit ihrem Mann Sebastian Hofmann und ihrem gemeinsamen Sohn Manuk in Schäftlarn, Bayern.

## Veröffentlichungen
- BIOTRECK Africa: Sechs Monate durch Afrika mit Eric Massiet du Biest, Tracelaroute, 2007, ISBN 978-2-91225-729-1
- Abenteuer Dolomiten: Vom Gardasee zur Marmolata mit Sebastian Hofmann, NG Malik-Buchgesellschaft, Hamburg, 2014, ISBN 978-3-86690-413-2
- Ich mach das jetzt! Meine Reise zum Mittelpunkt der Erde, Verlag Benevento, Salzburg/München, 2017, ISBN 978-3-7109-0023-5
- Unser Sommer mit Basti Hofmann und Bastian Schertel, Eigenverlag, Hohenschäftlarn, 2021, ISBN 978-3-00-067409-9
- Vulkanmenschen, Knesebeck, 2023, ISBN 978-3-95728-699-4

## Ausstellungen
- 2009: Eden in Asche & Screening Mumien beim Visa pour l’Image in Frankreich[4]
- 2016: South Pacific Adventures bei Nouvelles Explorateurs, Royan in Frankreich
- 2016: Extreme Adventures & Low Light Adventures bei Xposure in Dubai, UAE[5]
- 2017: Abenteuer Südsee in Zingst
- 2018: Female Photographers bei Visa pour l'Image in Frankreich
- 2021: Menschen der Feuerberge auf dem Fotogipfel in Garmisch-Partenkirchen[6]
- 2021: Madagaskar: Hüter der Artenvielfalt, Baden in Österreich[7]
- 2021: Les Gardiens de la Biodiversité, La Gacilly in Frankreich[8]

## Auszeichnungen
- 1996: Bundessiegerin Jugend forscht
- 2005: Sonderpreis für Film Entre Ciel et Terre von Expedition, Adventure & Environmental Film Festival, Frankreich
- 2006/2007: Wahl zum Abenteurer des Jahres, SPB, Frankreich
- 2010: Foto bei Best of past 5 years, Stern View
- 2012: Ernennung zu Rising Talent, International Women’s Forum
- 2012: Ernennung zum Canon Botschafter
- 2014: Berufung in die Deutsche Gesellschaft für Photographie e. V.
- 2014: Reportage in GEO Thema als eine der besten Abenteuergeschichten
- 2015: Berufung in The Explorers Club
- 2015: Stiftung Jugend forscht e. V. Alumni des Monats Oktober[9]
- 2016: Aufnahme als Dozentin an der Hochschule Zentrum Bildung in Baden, Schweiz[10]
- 2016: Wissenschaftliche Präsentationen in Lima, Peru beim „World Congress of Mummy Studies“[11]
- 2017 Erster Preis und Best of Show beim IPA (International Photography Award)[12]
- 2019 Honorable Mention bei IPA (International Photography Award)
- 2021: Jury-Mitglied beim weltgrößten Fotowettbewerb CEWE Photo Award: Our World is beautiful[13]

## Expeditionen
- 2001: Expedition zur Erforschung neuentdeckter Felsmalereien in den Kimberleys, Australien
- 2008: Afrika-Durchquerung Crosière Noire mit Oldtimer
- 2009: Expedition nach Papua-Neuguinea Lost Land of the Volcano mit über 40 neuentdeckten Tierarten[14]
- 2010: Expedition mit Ronald G. Beckett zur Erforschung des Totenkultes der Anga, Papua-Neuguinea[15]
- 2012: Expedition zum weltweit höchsten aktiven Vulkan, Ojos del Salado in Chile
- 2012/13: Weltumrundung mit BMW R 1200 GS[16]
- 2014/15: Expedition zur Erforschung eines Lavasees auf Ambrym, Vanuatu
- 2015: Expedition nach Papua-Neuguinea, um eine Mumifizierung zu fotografieren und weitere Forschungen über den Totenkult der Anga zu betreiben.[17]
- 2018: Expedition zum Mount St. Helens zur Erforschung der Gletscherhöhlen auf dem Vulkan[18].
- 2019–2021: Europa-Durchquerung, um die jeweils höchsten Gipfel aller 47 europäischen Länder zu besteigen[19].

## Filme
- 2003: 360° – GEO Reportage: Les Marquises, ARTE/ZDF
- 2004: Tikopia – Rebuilding Paradise, NRK 1
- 2005: Entre ciel et terre, USHUAIA TV
- 2005: Rough Trade: Lost Tribe Photographer, NATIONAL GEOGRAPHIC channels
- 2006: 6 Billion Other, Yann Arthus-Bertrand/ Good Planet Foundation
- 2006: L’ame des Marquise, Planète
- 2008: Biotreck Africa, France 5/TV5
- 2008: Into the Unknown, Discovery
- 2008: Wild Spaces, National Geographic Channel
- 2009: Lost Land of the Volcano, BBC
- 2010: Das verlorene Land I+II, ARD
- 2010: Lost Mummies National Geographic/France 5
- 2011: Expeditionen ins Tierreich – Papua-Neuguinea, Serie, NDR
- 2012: Im Bauch des Vulkans, SWR
- 2012: Into Volcano, Serie für Hong Kong Media Production
- 2013: Bilderjäger Dolomiten, Servus TV
- 2014: Human – Die Menschheit von Yann Arthus-Bertrand (Regie in Papua-Neuguinea)
- 2015: Into Volcano für Red Bull Media House
- 2016: 360° Inferno into Volcano für DORITOS
- 2016: Papua-Neuguinea: Das verhexte Paradies mit Dirk Steffens für Terra X, ZDF
- 2017: Südsee: Paradies in Gefahr mit Dirk Steffens für Terra X, ZDF
- 2018: Feuer und Eis,  für Terra X, ZDF
- 2018: Mystery Mummies, für National Geographic
- 2019: Checker Tobi und das Geheimnis unseres Planeten, Kinofilm, Megaherz GmbH
- 2019: Photographes Voyageurs, ARTE
- 2021: Im Sog der Unterwelt mit Dirk Steffens, für Terra X, ZDF[20]
- 2021: Tiere, die Geschichte schreiben mit Dirk Steffens, für Terra X, ZDF[21]